# 포항제철중학교 축구부
포항제철중학교 축구부는 포항제철중학교의 축구부로 포항 스틸러스의 U-15팀이다. 1983년 창단된 이후 2003년부터 포항 스틸러스의 유스팀으로 활동 중이다.

## 같이 보기
- 포항제철중학교
- 포항 스틸러스
- 포항제철고등학교 축구부
- 포항제철초등학교 축구부